# Sulcus occipitotemporalis
De sulcus occipitotemporalis is een hersengroeve in het mediale oppervlak van voornamelijk de temporale kwab van de grote hersenen. Deze groeve scheidt de meer mediaal gelegen gyrus parahippocampalis van de ondergelegen gyrus fusiformis.
Voor deze hersengroeve wordt ook de term sulcus temporalis inferior als synoniem gebruikt. Dit gebruik is echter verouderd. De sulcus temporalis inferior is echter in meerdere indelingen de groeve tussen de gyrus temporalis inferior en de gyrus fusiformis.

## Verloop
De sulcus occipitotemporalis kan uit één ononderbroken deel bestaan of uit twee, drie of vier onderbroken delen. In een aantal gevallen is de sulcus occipitotemporalis verbonden met de sulcus temporalis inferior. In de meeste gevallen eindigt hij (dicht) bij de incisura praeoccipitalis.